# Vivaio Acustico delle Lingue e dei Dialetti d'Italia
Vivaio Acustico delle Lingue e dei Dialetti d'Italia (Atlas acoustique des langues et dialectes d’Italie ; VIVALDI en sigle), est un projet d’atlas linguistique pour les langues et dialectes d’Italie. Il a été créé à la suite de la publication de l'Atlas linguistique du ladin des Dolomites et des dialectes limitrophes (ALD) en 1998.